# Shani Tarashaj
Shani Tarashaj (Hausen am Albis, 7 de febrero de 1995) es un exfutbolista suizo que jugaba en la demarcación de delantero.

## Selección nacional
Tras jugar en las filas de las categorías inferiores, finalmente el 25 de marzo de 2016 debutó con la selección de fútbol de Suiza en un partido amistoso contra Irlanda que finalizó con un resultado de 1-0 a favor del combinado irlandés tras el gol de Ciaran Clark en el segundo minuto de partido. Además formó parte de la selección que representó a Suiza en la Eurocopa 2016.

## Clubes
| Club                         | País         | Año       | Partidos | Goles |
| ---------------------------- | ------------ | --------- | -------- | ----- |
| Grasshoppers                 | Suiza        | 2014-2016 | 59       | 14    |
| Eintracht Frankfurt (cedido) | Alemania     | 2016-2017 | 15       | 1     |
| Everton F. C.                | Inglaterra   | 2017-2018 | 0        | 0     |
| Grasshoppers (cedido)        | Suiza        | 2018-2019 | 9        | 0     |
| F. C. Emmen (cedido)         | Países Bajos | 2019-2020 | 0        | 0     |
| F. C. Zürich sub-21          | Suiza        | 2021-2022 | 12       | 1     |